# يوهي كاجياما
يوهي كاجياما (梶山 陽平) (ولد 24 سبتمبر 1985) هو لاعب كرة قدم ياباني، شارك في دورة الألعاب الاولمبية الصيفية عام 2008 في بكين، الصين.

## روابط خارجية
- يوهي كاجياما على موقع الاتحاد الدولي (مؤرشف)  (الإنجليزية)
- يوهي كاجياما على موقع رابطة كرة القدم اليابانية للمحترفين (اليابانية)
- يوهي كاجياما على موقع إي إس بي إن إف سي (الإنجليزية)
- يوهي كاجياما على موقع قاعدة بيانات كرة القدم.إي يو (الإنجليزية)
- يوهي كاجياما على موقع Soccerway.com (الإنجليزية)
- يوهي كاجياما على موقع عالم كرة القدم.نت (الإنجليزية)
- يوهي كاجياما على موقع أوليمبيديا (الإنجليزية)

1. ↑  "Stats Centre: Yohei Kajiyama Facts". الجارديان دوت كوم. مؤرشف من الأصل في 2013-10-05. اطلع عليه بتاريخ 2009-12-20.
2. ↑  FC Tokyo midfielder Yohei Kajiyama joins Oita Trinita on half-year loan نسخة محفوظة 24 سبتمبر 2015 على موقع واي باك مشين.

- Player Profile (English)
- Player Profile (Japanese)
- Goal against Deportivo La Coruña (YouTube)